# Lijst van voetbalinterlands Barbados - Puerto Rico (vrouwen)
Deze lijst van voetbalinterlands is een overzicht van alle officiële voetbalinterlands tussen de nationale vrouwenteams van Barbados en Puerto Rico. De landen hebben tot nu toe één keer tegen elkaar gespeeld.

## Wedstrijden
| № | Plaats  | Datum       | Competitie                     | Wedstrijd              | Uitslag |
| - | ------- | ----------- | ------------------------------ | ---------------------- | ------- |
| 1 | Bayamón | 25 mei 2014 | CFU Women's Caribbean Cup 2014 | Puerto Rico − Barbados | 1 − 0   |

## Samenvatting
| Competitie                | Totaal gespeeld | Winst Barbados | Gelijk | Winst Puerto Rico | Doelsaldo Barbados – Puerto Rico |
| ------------------------- | --------------- | -------------- | ------ | ----------------- | -------------------------------- |
| CFU Women's Caribbean Cup | 1               | 0              | 0      | 1                 | 0 − 1                            |
| Totaal                    | 1               | 0              | 0      | 1                 | 0 − 1                            |